# 成田绿梦
成田绿梦（日语：／ Narita Gurimu，1994年2月1日—），日本男子单板滑雪运动员。他曾代表日本参加2018年冬季残疾人奥林匹克运动会单板滑雪比赛，获得一枚金牌和一枚铜牌。